# Kanada i olympiska vinterspelen 1936
Kanada deltog med 29 deltagare vid de olympiska vinterspelen 1936 i Garmisch-Partenkirchen . Totalt vann de en silvermedalj.

## Medaljer

### Silver
- Francis Moore, Arthur Nash, Herman Murray, Walter Kitchen, Raymond Milton, David Neville, Kenneth Farmer, Hugh Farquharson, Maxwell Deacon, Alexander Sinclair, Bill Thomson, James Haggarty och Ralph Saint-Germain  - Ishockey.